# Giuseppe Alfonso Miroglio
Giuseppe Alfonso Miroglio (Casale Monferrato, 23 maggio 1692 – Alessandria, 14 aprile 1754) è stato un vescovo cattolico italiano.

## Biografia
Nacque a Casale Monferrato, figlio di Francesco Girolamo marchese di Moncestino, Villamiroglio e Rosingo.
Abbracciata la fede in giovane età, fu in seguito ordinato sacerdote e si laureò all'Università La Sapienza di Roma in utroque iure.
Fu nominato vescovo di Alessandria il 13 marzo 1744 e consacrato da papa Benedetto XIV il 22 marzo 1744 insieme a Giovanni Andrea Tria, arcivescovo titolare di Tiro, e Silvestro Merani, O.S.A., vescovo titolare di Porfireone, in qualità di co-consacranti.
Da vescovo fu testimone dei venti di guerra settecenteschi, quando Alessandria fu al centro delle ripercussioni della battaglia di Bassignana e fu posta d'assedio, nel 1745, dall'esercito franco-spagnolo, nell'ambito del teatro italiano della guerra di successione austriaca.
Morì ad Alessandria il 14 aprile 1754 e fu sepolto nella chiesa di Sant'Ignazio della stessa città.

## Genealogia episcopale
La genealogia episcopale è:
- Cardinale Scipione Rebiba
- Cardinale Giulio Antonio Santori
- Cardinale Girolamo Bernerio, O.P.
- Arcivescovo Gian Galeazzo Sanvitale
- Cardinale Ludovico Ludovisi
- Cardinale Luigi Caetani
- Cardinale Ulderico Carpegna
- Cardinale Paluzzo Paluzzi Altieri degli Albertoni
- Papa Benedetto XIII
- Papa Benedetto XIV
- Vescovo Giuseppe Alfonso Miroglio